# Le Hérie-la-Viéville
Le Hérie-la-Viéville é uma comuna francesa na região administrativa de Altos da França, no departamento de Aisne. Estende-se por uma área de 9,27 km². Em 2010 a comuna tinha 341 habitantes (densidade: 36,8 hab./km²).